# Esporte Clube Santo André
L'Esporte Clube Santo André és un club de futbol brasiler de la ciutat de Santo André a l'estat de São Paulo.

## Història
El club va ser fundat el 18 de setembre de 1967, essent primer president Newton Brandão. L'any 2003 ascendí a la Série B del campionat brasiler. El 2004 guanyà el seu primer títol nacional en obtenir la Copa do Brasil després de derrotar el Flamengo a la final. Aquest fet li permeté competir a la Copa Libertadores de América la temporada següent. El 2008, en finalitzar segon a la Série B per darrere del Corinthians aconseguí ascendir a la Primera Divisió.
El gran rival és el club São Caetano, de la regió ABC de São Paulo. El seu sobrenom, Ramalhão, fa referència a João Ramalho, un bandeirante fundador de la ciutat de Santo André el 1553.

## Palmarès
- Copa do Brasil: 1
  - 2004

- Copa FPF: 1
  - 2003

- Campionat Paulista Série A2: 3
  - 1975, 1981, 2008

## Jugadors destacats
| - Arnaldinho - Bona - Careca - Cicinho - Dedimar - Fernandinho - Flavião - Gaúcho - Hernanes - Ivanzinho - Jaiminho - Jorginho Cantinflas | - Lance - Luis Pereira - Luisinho Maia - Magrão - Mazolinha - Richarlyson - Rodrigo Fabri - Rotta - Sandro Gaúcho - Tonho - Tulica - Wladimir |